# Piton de la Fournaise
Der Piton de la Fournaise (frz. ‚Feuergipfel‘) ist ein 2632 m hoher Schildvulkan auf dem französischen Übersee-Département La Réunion. Er ist vor 380.000 Jahren an der Südseite des Piton des Neiges entstanden und ist einer der aktivsten Vulkane der Erde. Seit 1950 wurden 47 Eruptionen registriert, seit 1640 finden sich Hinweise auf fast 180 Ausbrüche.

## Charakteristik
Der Vulkan ist der letzte aktive Vulkan auf La Réunion, es gibt immer wieder kleinere Eruptionen, die jedoch relativ ungefährlich sind. Dabei tritt ähnlich wie bei den Vulkanen auf Hawaii dünnflüssige Lava aus und bahnt sich ihren Weg Richtung Meer, größere Gas-Explosionen gibt es dabei nicht. Im Gegensatz zu Vulkanen wie dem Mount St. Helens oder dem Vesuv mit ihren plötzlichen und unkalkulierbaren Ausbrüchen sind die Eruptionen am Piton de la Fournaise recht vorhersehbar und daher relativ ungefährlich.
Zwar wird bei den Ausbrüchen des Öfteren die Küstenstraße beschädigt, gleichzeitig zieht das Schauspiel der Ausbrüche, das in jedem Jahr stattfindet, Schaulustige unter dem Slogan: « volcan la pété » („der Vulkan furzt“) von der ganzen Insel an.
Nordöstlich am Fuße des Berges steht im Ortsteil Piton Sainte-Rose die Kirche der Gemeinde Sainte-Rose, die im April 1977 fast von einem Lavastrom zerstört wurde. Die Lava drang durch das Portal in die Kirche ein, der Lavastrom kam aber im Kirchenschiff zum Stehen. Seither heißt die Kirche Notre-Dame-des-Laves.

## Geschichte
Die erste Besteigung, von der schriftliche Aufzeichnungen vorhanden sind, wurde am 21. September 1751 von Andoche Dolnet de Palmaroux vorgenommen.
Eine andere Expedition im Oktober 1768 führte zur Entdeckung des Passes Pas de Bellecombe-Jacob.
Die ersten Expeditionen mit wissenschaftlichem Charakter wurden 1771 und 1772 von dem französischen Botaniker Philibert Commerson in Begleitung vom Chevalier de Saint Lubin, de Crémont und Jean-Baptiste Lislet Geoffroy durchgeführt.
Seit Beginn der ersten Beobachtungen im Jahre 1640 wurden fast 180 Ausbrüche beschrieben.
Systematisch erfolgt dies erst seit Mitte des 20. Jahrhunderts, seit 1950 kam es zu fast 50 Ausbrüchen.

## Jüngere Eruptionen
Ein Ausbruch am 2. April 2007 war so gewaltig, dass der Hauptkrater des Vulkans einbrach. Der Boden des 1000 Meter langen und 500 Meter breiten Kraters sank um 300 Meter.
Am 6. November 2009 gab es erneut eine kleine Eruption, die allerdings nur wenige Stunden anhielt. Trotzdem bleibt der innere Teil des Kraters für Besucher gesperrt.
Am 14. Oktober 2010 brach der Vulkan gegen 19:00 Uhr an einem Nebenkrater im Bereich Château Fort südöstlich des Hauptkraters aus. Die Eruptionen endeten am 31. Oktober 2010.
Am Abend des 9. Dezember 2010 kam es zum dritten Mal im laufenden Jahr 2010 zu einem Ausbruch, diesmal an der nordöstlichen Flanke des Hauptkraters Dolomieu.
Eine weitere Eruption begann am 21. Juni 2014 um 1:35 Uhr. Bereits seit dem 10. Juni hatte das Überwachungsnetz des Vulkanologischen Observatoriums Piton de la Fournaise (OVPF) eine erhöhte seismische Aktivität gemessen. Ab dem 21. Juni, 0:20 Uhr wurden vier bis fünf Erdstöße pro Minute registriert, die der eigentlichen Eruption von dünnflüssiger Lava vorausgingen. Der Ausbruch ereignete sich in der Nähe des Gipfels auf etwa 2300 m Höhe an der Ostsüdostflanke des Vulkans.
Das Observatoire Volcanologique du Piton de la Fournaise (OVPDLF) berichtete, dass am 4. Februar 2015 erste Tremors (vulkanische Beben) gemessen wurden, die auf ein Aufsteigen von Magma im Innern des Vulkans hindeuteten. Das Ausbruchszentrum lag etwa 100 m westlich des Kraters Bory Crater. Die Aktivitäten endeten am 15. Februar gegen 22.30 Uhr. Ein weiterer Ausbruch begann am 17. Mai 2015 um 13.45 Uhr und dauert bis Ende Mai an. Am 31. Juli 2015, 9.20 Uhr (Ortszeit) brach der Vulkan erneut aus, nachdem sich in den Tagen zuvor die Eruption durch Erdbeben (Tremor) und durch einen Anstieg der Gaskonzentration angekündigt hatte. Die Eruption endete am 2. August, 11.15 Uhr (Ortszeit).
Im Jahr 2015 ereigneten sich vier Ausbrüche, in den Jahren 2016 und 2017 je drei.
Am 11. September 2016 um 08:41 Uhr Ortszeit öffnete sich ein Spalt nordwestlich des Hauptkraters. Lava stieß in Form von Fontänen aus und floss nordwärts ab. Die Eruption erlosch am 18. September 2016 um 04:18 Uhr.
Eine weitere Eruption begann am 31. Januar 2017 um 19:40 Uhr Ortszeit auf der Südflanke des Vulkans. Anfang Februar 2017 wurde zwischen 5 und 10 m3/s Lava gefördert. Die Länge der Eruptionsspalte betrug 128 m. Eine Serie von Eruptionen dauerte vom 14. Juli bis zum 28. August 2017.
Im Jahr 2018 gab es mehrere Ausbrüche an der Nordflanke, einer am 13. Juli 2018, welcher sowohl den normalen Wanderweg zum Gipfel wie auch eine Lavaformation, genannt Chapelle de Rosemont, in der Caldera Enclos Fouqué teilweise zerstörte.
Im Jahr 2019 brach der Vulkan fünfmal aus: am 19. Februar bis 10. März, am 11. bis 13. Juni, am 29. Juli, am 11. bis 15. August sowie am 25. bis 27. Oktober 2019.
Die vorletzte Ausbruch fand am 9. April 2021 und endete am 24. Mai 2021. Der dabei entstandene Vulkankegel wurde auf den Namen „Piton Guy Valcourt PICARD“ getauft.

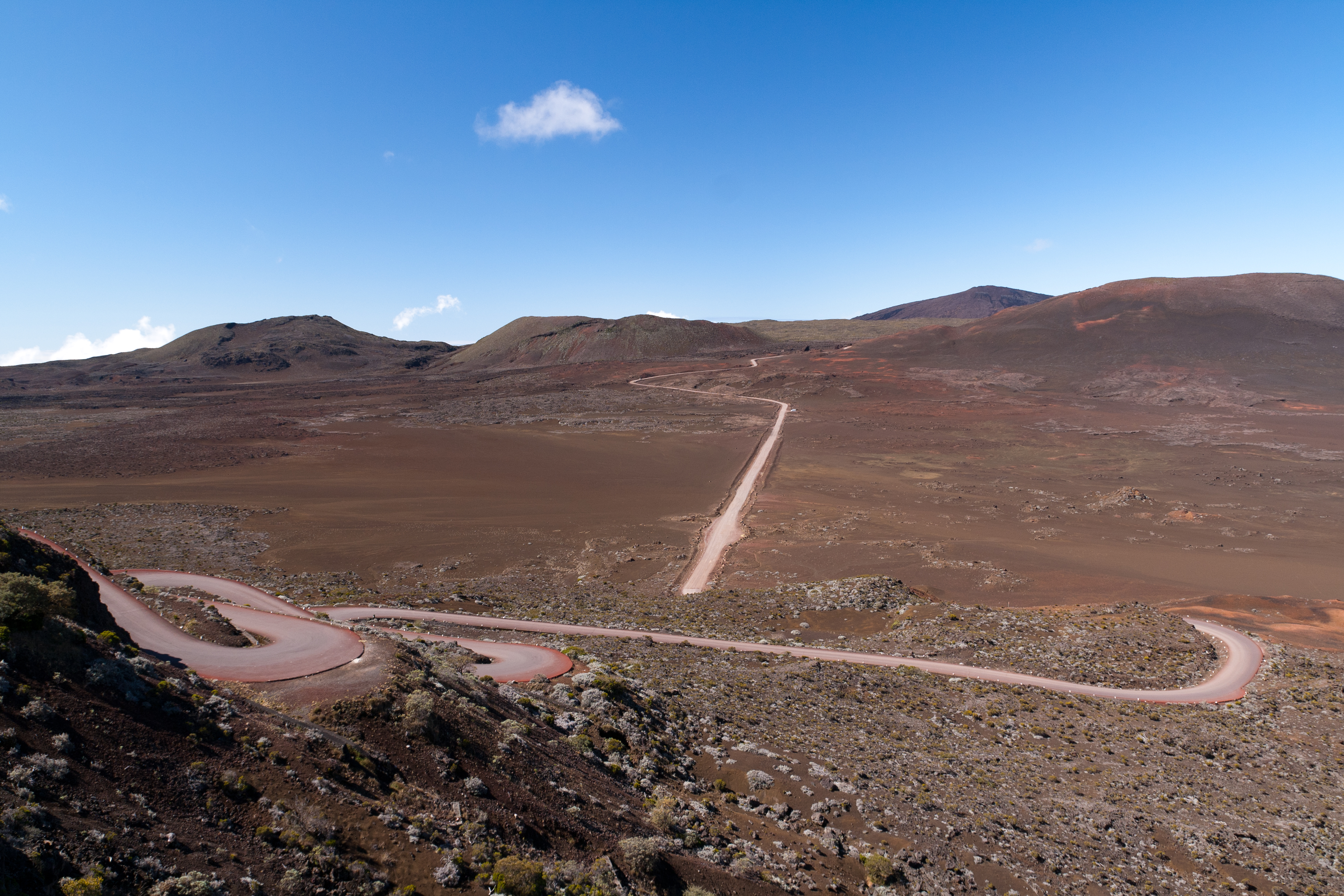
Anfahrt zum Vulkan über die Plaine des Sables
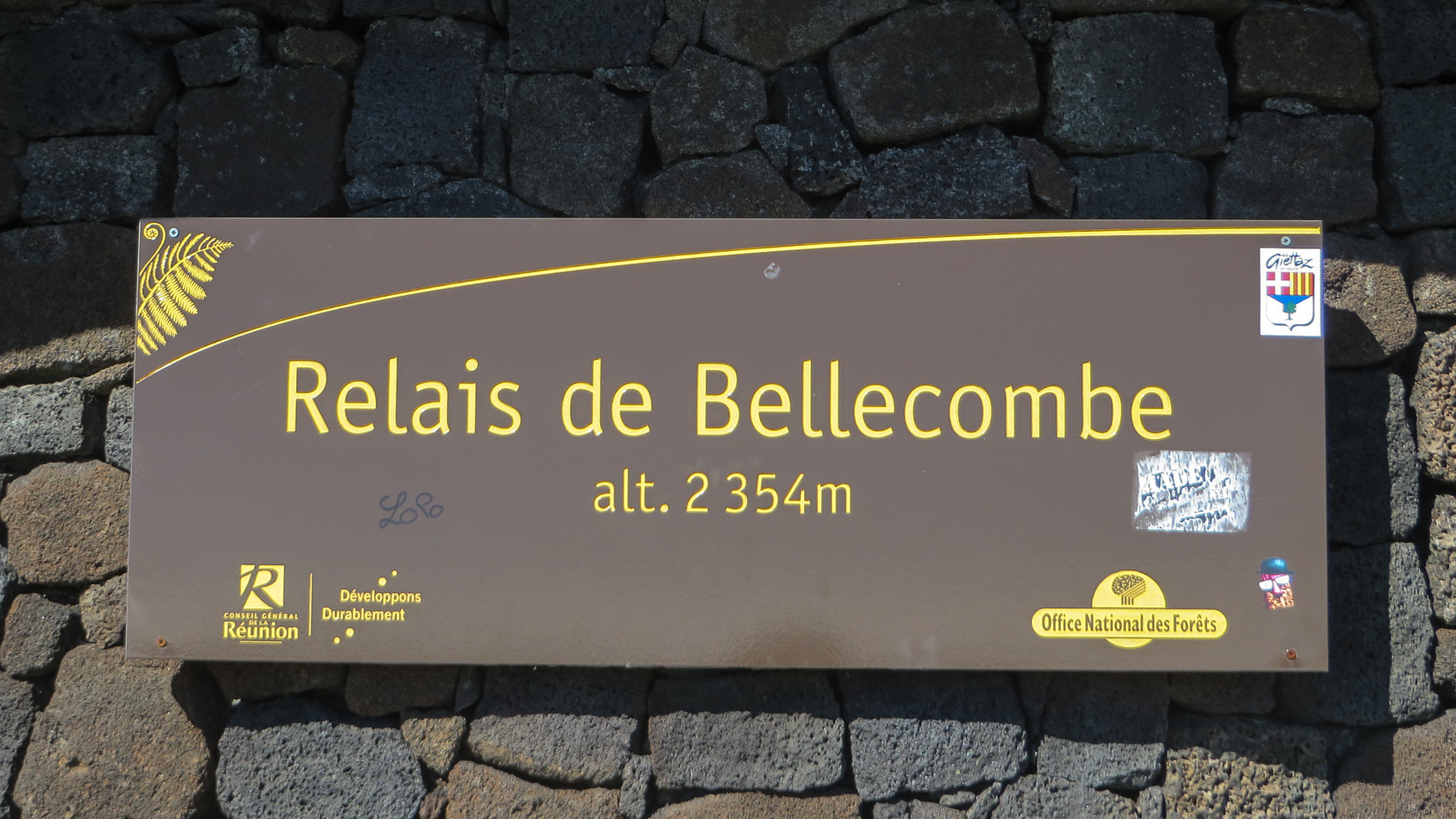
Straßenende am Relais de Bellecombe
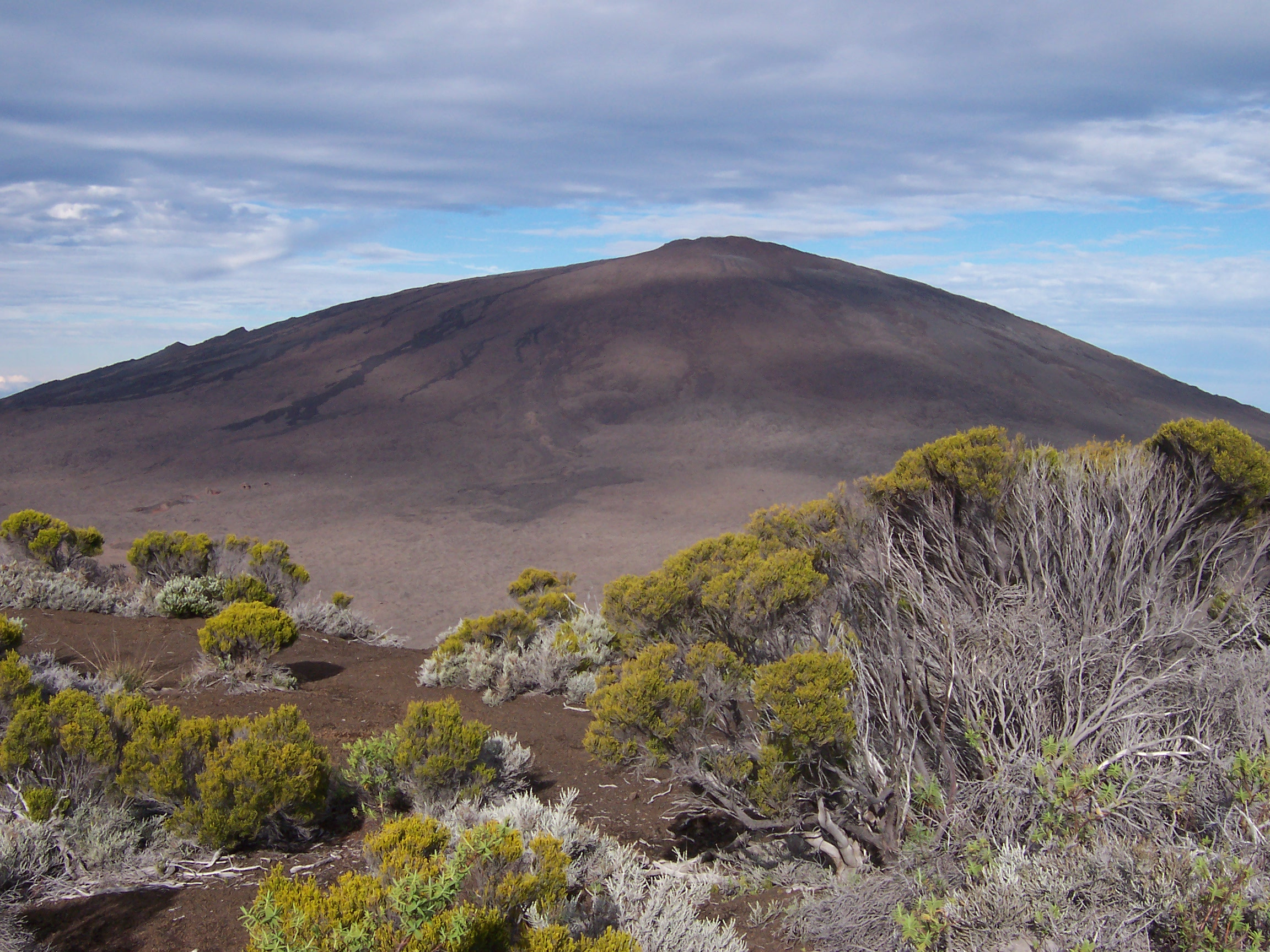
Piton de la Fournaise
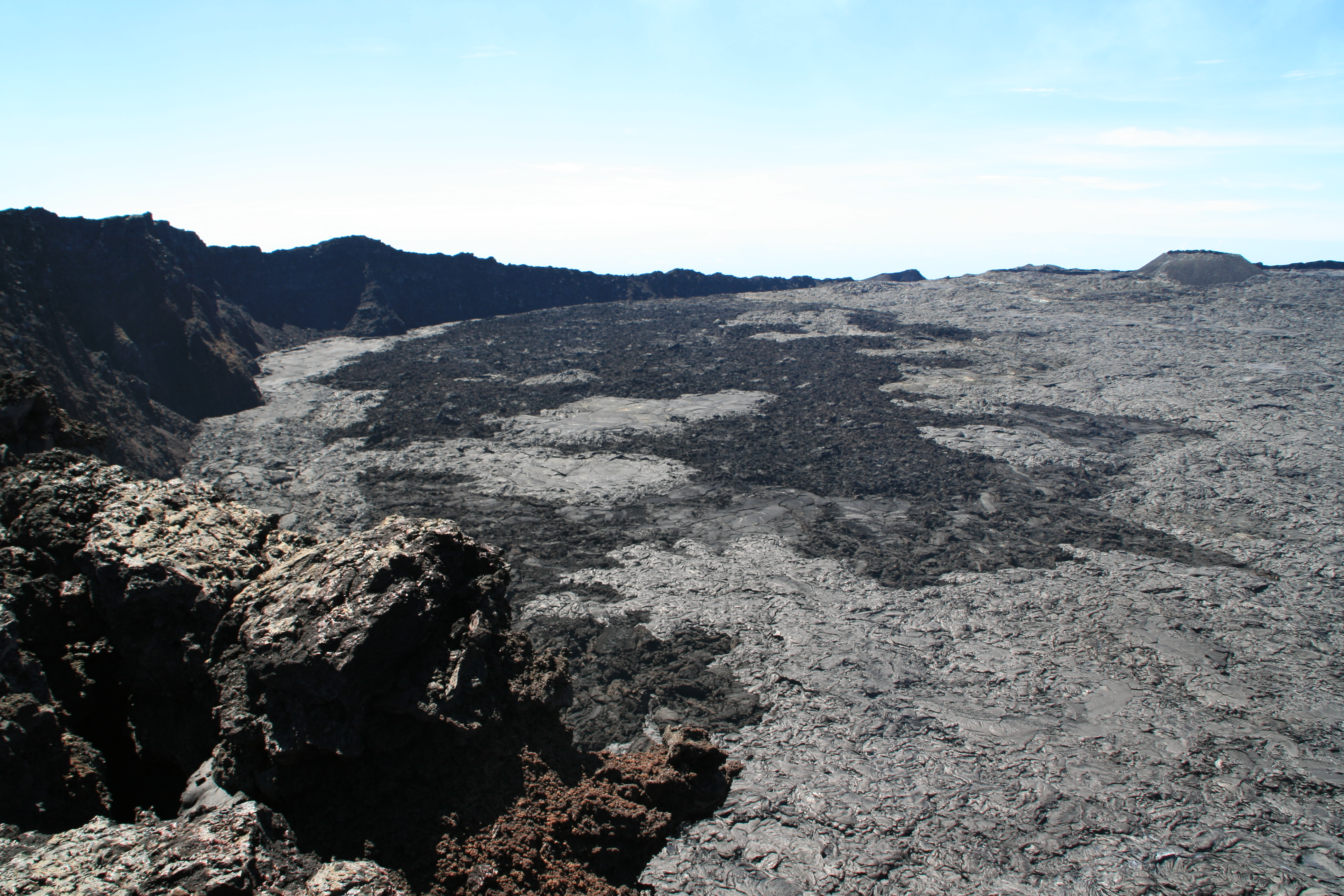
Blick in den Hauptkrater
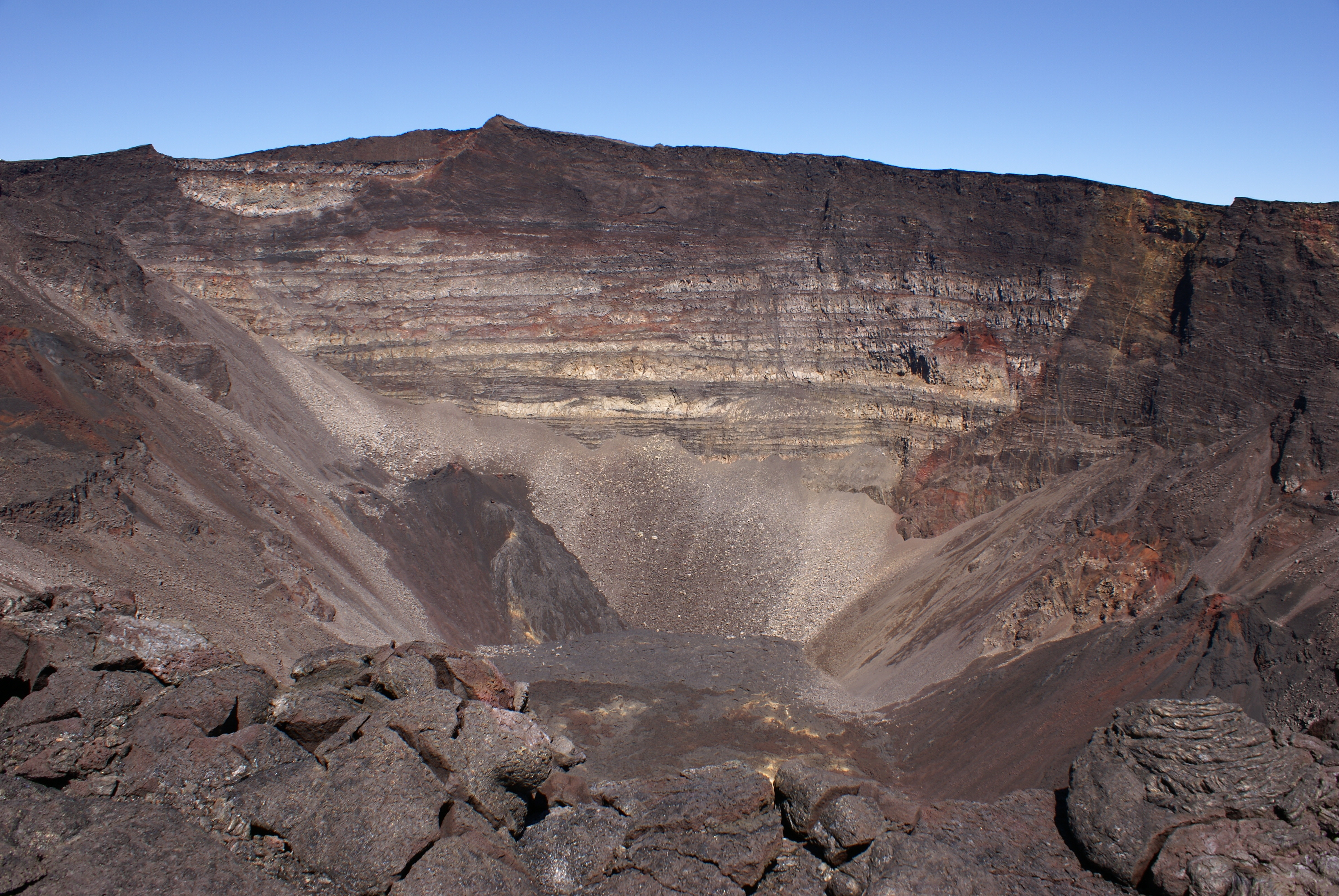
Krater Dolomieu nach dem Einbruch 2007
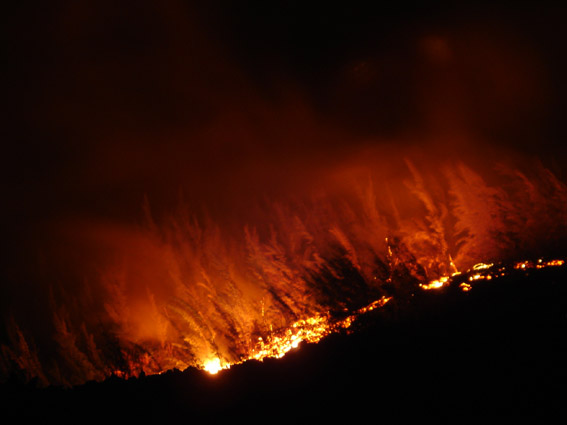
Ausbruch 2004 an den Hängen des Vulkans
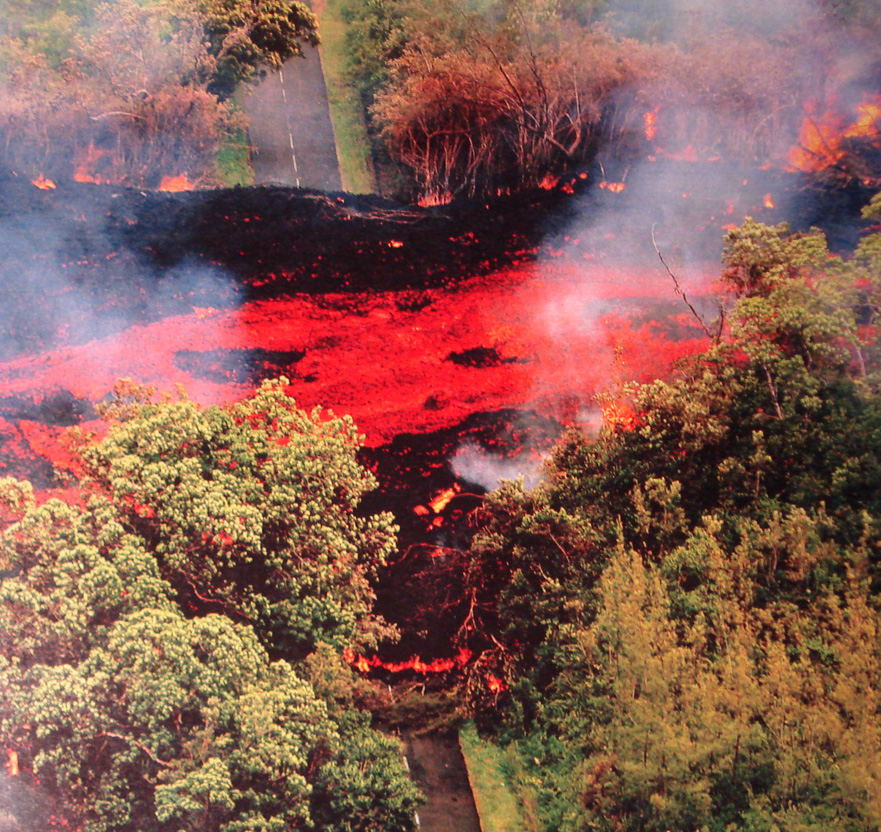
Lava überquert die Küstenstraße – Ausbruch 2005
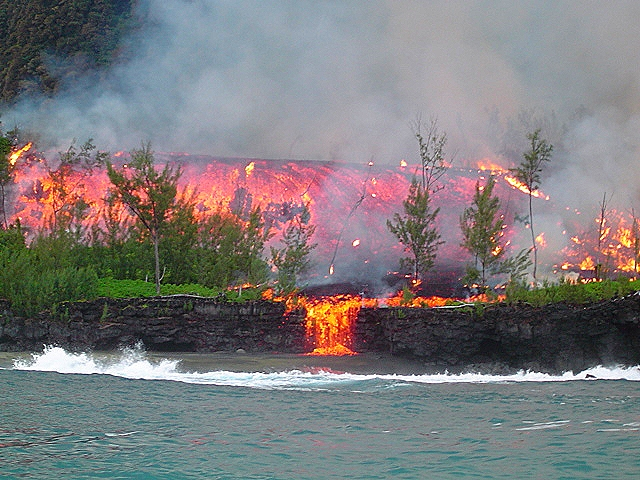
Ausbruch 2005
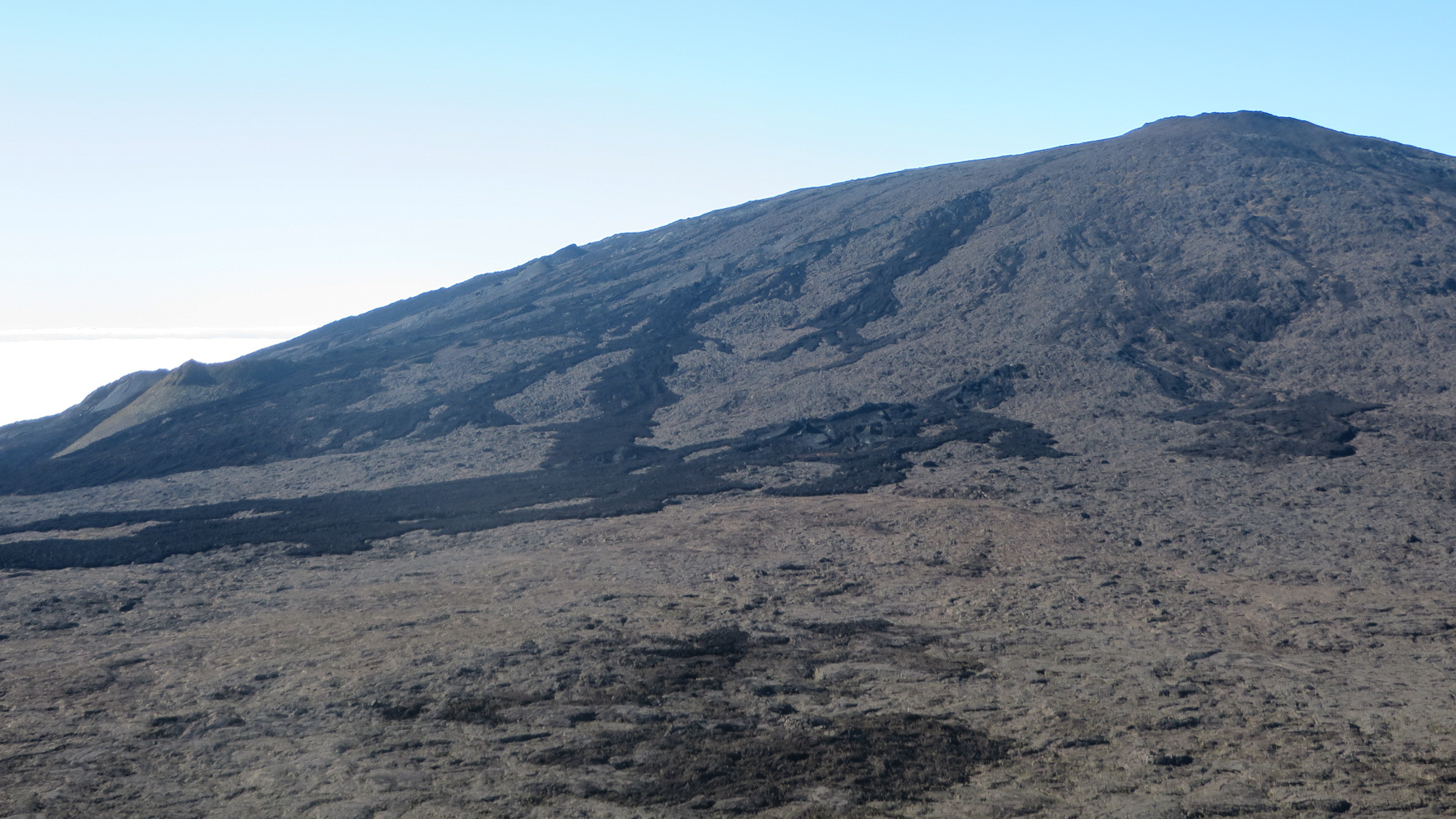
Abkaltende Lavaflüsse an der Nordflanke im Juli 2018